# Герб Яготина
Герб Яготина́ — геральдичний символ міста Яготина Яготинського району Київської області (Україна).

## Опис
У пурпуровому полі з синьою основою срібний козацький хрест.
Герб затверджений 17 серпня 2017 року (рішення Яготинської міської ради від 17.08.2017).

## Історія
Радянський варіант герба міста було затверджено 8 червня 1989 року (автор — В. М. Прінько).
В червоному полі — срібна арка, обрамована двома золотими колосками. В арці — лазурова р. Супій (притока Дніпра) з зеленими берегами, над якою срібна ротонда. Над ротондою летять дві качки. Ротонда — історична споруда в Яготині. Тут були декабристи, Тарас Шевченко. В базі золотого картуша напис «ЯГОТИН» та серп з молотом.